# St. Matthäus (Markttriebendorf)

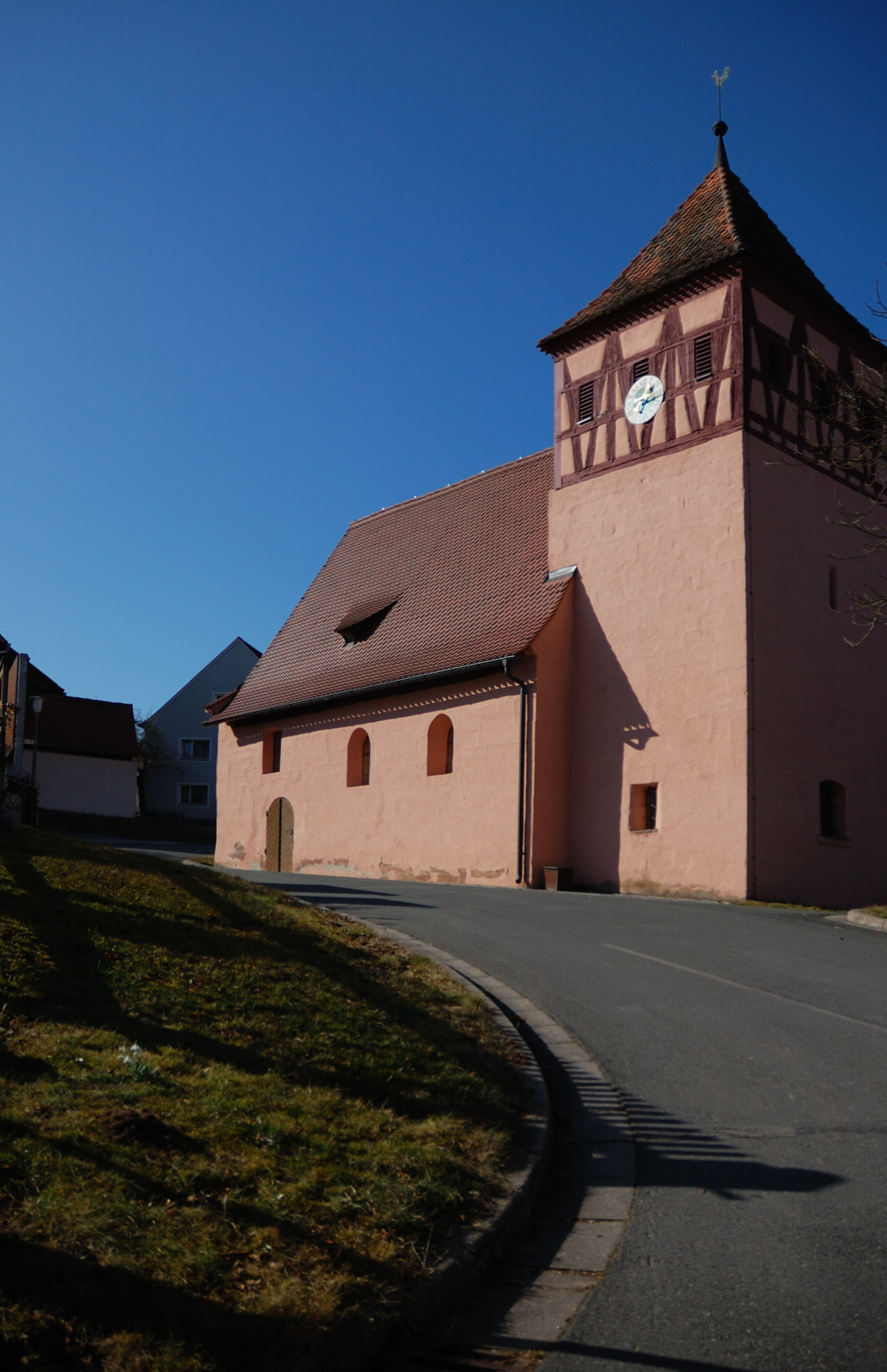
St. Matthäus in Markttriebendorf

St. Matthäus ist eine nach dem Evangelisten Matthäus benannte Kirche im Ort Markttriebendorf (Dekanat Windsbach).

## Kirchengemeinde
Bis ins 17. Jahrhundert war St. Matthäus eine Filiale von St. Maria in Großhaslach, seither ist sie eine Filiale von St. Johannes Bürglein.
Jährlich werden vier Gottesdienste gefeiert, drei Gottesdienste jeweils zu dem Zeitpunkt der in Markttriebendorf früher abgehaltenen Märkte, ein weiterer Gottesdienst zur Kirchweih am Tage St. Matthaei (21. September).

## Baugeschichte
Die Kirche wurde wohl im 13. Jahrhundert im spätromanischen Stil aus Sandsteinquadern errichtet. 1606 wurde die Kirche erneuert, jedoch im Dreißigjährigen Krieg schwer beschädigt. Erst 1674 begann man mit der Wiederherstellung. Hierbei wurden das Dach und die Fenster verändert und die Emporen eingezogen. Eine weitere Renovierung erfolgte im Jahre 1833.

## Baubeschreibung
Der dreigeschossige Chorturm im Osten hat im Chorgeschoss ein Stichbogenfenster an der Ostseite, im ersten Geschoss eine Schießscharte ebenfalls an der Ostseite. Das Glockengeschoss hat an der Ost- und Südseite Fachwerk und jeweils drei rechteckige Schallöffnungen. Ein Ziffernblatt ist an der Südseite angebracht. Das Uhrwerk aus dem Jahr 1905 ist jedoch nicht mehr funktionstüchtig. Im Glockengeschoss ist eine frühgotische Glocke aus der Zeit um 1300, die höchstwahrscheinlich in einer Nürnberger Werkstatt gefertigt wurde. Sie hat ein Gewicht von ca. 90 kg und einen Durchmesser 539 mm. Ihr Schlagton ist gis", die Quinte ist deutlich vertieft, Unterton, Prime und Terz sind stimmgenau. Auf ihr befinden sich als Relief die Namen der vier Evangelisten und der Heiligen Drei Könige Caspar, Melchior und Balthasar mit den Falschschreibungen „JOHAMMES“, „BALTAAR“ und „NELCHIOR“. Das Joch, an dem sie befestigt ist, ist vermutlich noch aus dem 17. Jahrhundert, der Bockstrebenstuhl hingegen ist etwas jünger. Der Kirchturm schließt mit einem vierseitigen Pyramidendach ab, auf dem ein Wetterhahn gepflanzt ist.
Der Saalbau im Westen war ursprünglich flacher, wie an einem Überrest an der Westseite noch zu erkennen ist. 1674 wurde ein steileres gotisches Satteldach errichtet, das auf der Höhe des Glockengeschosses abschließt. Der Saal hat drei Fensterachsen. Die westliche Achse hat etwas erhöht jeweils ein Rechteckfenster an der Süd- und Nordseite, die beiden übrigen Achsen Rundbogenfenster an der Süd- und Rechteckfenster an der Nordseite. Das Rundbogenportal befindet sich an der Südseite unter dem Rechteckfenster.
Der einschiffige Saal hat eine flache Holzdecke, die in den 1860er Jahren erneuert wurde. Eine Holzempore des 18. Jahrhunderts ist an der Süd- und Westseite eingezogen. Die im Stil einfach gehaltene Kanzel und Gestühl stammen aus der Barockzeit. An der Ostseite befindet sich ein Rundbogenportal mit profilierten Kämpfern, das den Saal mit dem Chor verbindet. Der Chorraum ist tonnengewölbt. An der Nordseite befindet sich eine Piscina. Der Altar ist eine mittelalterliche Steinmensa mit wohl zugemauerter Reliquiennische an der Vorderseite. An der Ostseite des Chors sind vier gotische Holzfiguren der Evangelisten angebracht. Eine weitere gotische Holzfigur der Maria befindet sich im Kirchenschiff. Von 1909 bis 1973 waren die Figuren in der Johanneskirche in Bürglein untergebracht.
Das Taufbecken steht links vor dem Rundbogenportal. Es wurde 1994 von Hans Schottner (Gottmannsdorf) aus Holz gefertigt. Die drei Fußteile sind den Seitenteilen der Bänke nachempfunden. Darauf ruht ein oktogonales Taufbecken mit einer Kupferschale.